# Teresa Tomaszkiewicz
Teresa Idalia Tomaszkiewicz (ur. 21 stycznia 1956 w Łodzi) – polska profesor nauk humanistycznych, nauczyciel akademicki Uniwersytetu im. Adama Mickiewicza w Poznaniu, specjalności naukowe: językoznawstwo porównawcze, językoznawstwo romańskie, komunikacja medialna, przekładoznawstwo, semiologia porównawcza. Była dziekan Wydziału Neofilologii UAM.

## Życiorys
W 1979 ukończyła studia romanistyczne na Uniwersytecie Warszawskim, tam w 1986 uzyskała stopień naukowy doktora. W 1994 na Wydziale Neofilologii UAM na podstawie dorobku naukowego oraz monografii pt. Les opérations linguistiques qui sous-tendent le processus de sous-titrage des films otrzymała stopień doktora habilitowanego nauk humanistycznych dyscyplina: językoznawstwo specjalność: językoznawstwo. W 2000 nadano jej tytuł profesora nauk humanistycznych.
Została profesorem zwyczajnym w Instytucie Filologii Romańskiej UAM i dyrektorem tego instytutu. Była dziekanem Wydziału Neofilologii UAM.
W latach 1988–1991 była sekretarzem generalnym Polskiego Towarzystwa Neofilologicznego, jest członkiem Poznańskiego Towarzystwa Przyjaciół Nauk.
W 2019 została członkiem Rady Doskonałości Naukowej I kadencji w dyscyplinie językoznawstwo.
W 2013 została odznaczona Krzyżem Kawalerskim Orderu Odrodzenia Polski.